# CF Montréal
Il CF Montréal è un club calcistico canadese con sede a Montréal e milita nella Major League Soccer (MLS). Dalla sua fondazione alla stagione 2020 era noto con il nome Impact de Montréal, mentre nel biennio 2021-2022 il nome fu Club de Foot Montréal.
Fondato nel dicembre del 1992 dalla ricca famiglia Saputo, l'Impact esordì nelle stagioni 1993 e 1994 in American Professional Soccer League (APSL) che in quelle stagioni poteva essere considerato il massimo livello calcistico degli Stati Uniti d'America e del Canada. Dal 1995 al 2009 continuò a militare nei campionati nordamericani di secondo livello, nelle sue varie denominazioni: A-League dal 1995 al 2004, United Soccer Leagues First Division (USL-1) dal 2005 al 2009, USSF Division 2 Pro League (D2 Pro League) nel 2010, North American Soccer League (NASL) nel 2011. Fa eccezione solo la stagione 1999 in cui la squadra non prese parte ad alcun campionato. Dalla stagione 2012 è stata ammessa in MLS.

## Storia

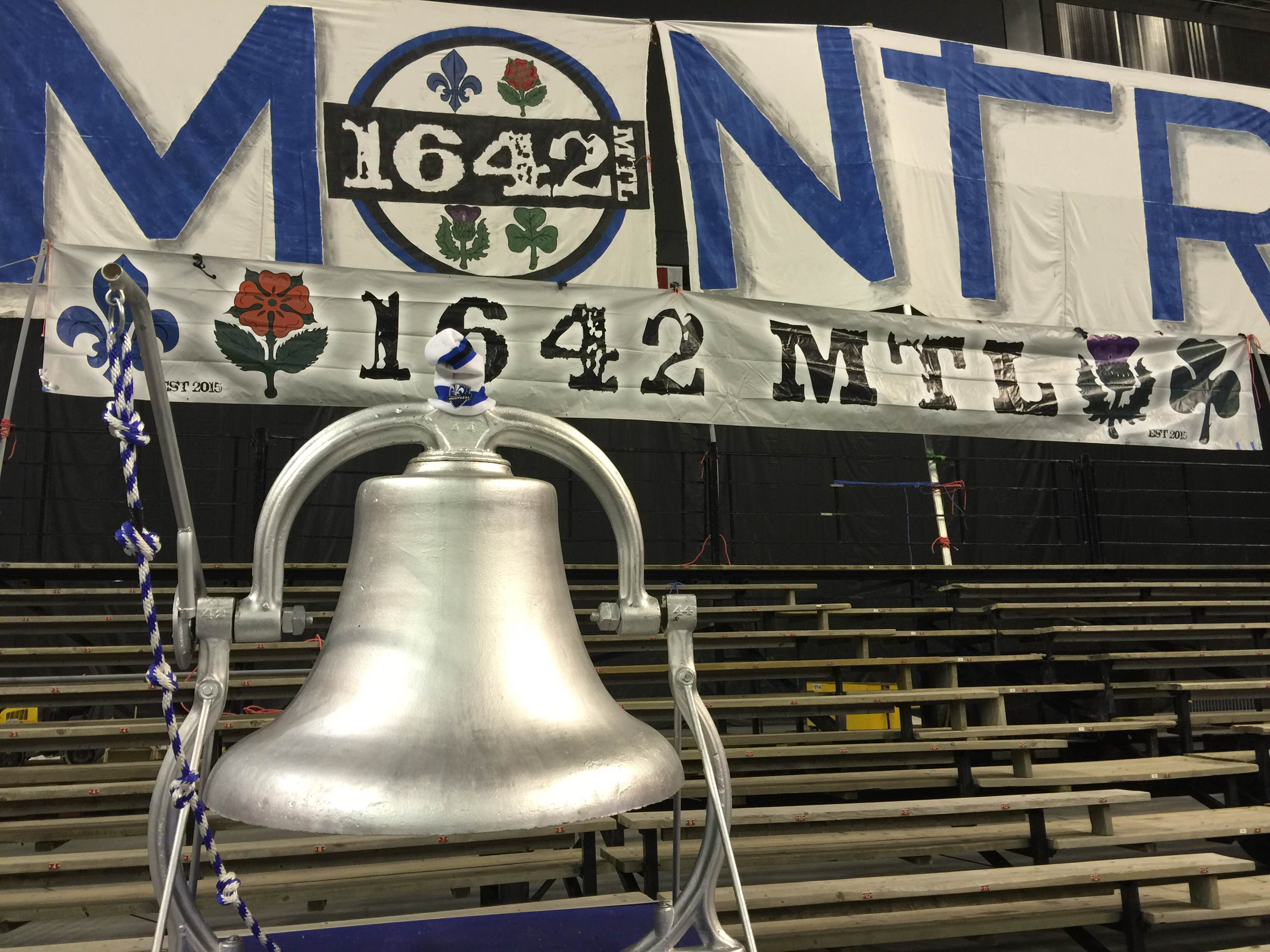
LÉtoile du Nord viene suonata ad ogni rete realizzata dai padroni di casa

### Gli esordi del calcio a Montréal e la nascita dell'Impact
Il primo club di calcio professionistico nella città canadese fu il Montréal Olympique, squadra affiliata alla NASL nel 1971 e sciolta dopo solo tre stagioni. L'esperienza dell'Olympique si chiuse senza nemmeno una qualificazione ai play-off e con basse affluenze allo stadio. Nel 1981 venne trasferita a Montréal la franchigia dei Philadelphia Fury, dando vita ai Montréal Manic. Stavolta il club catalizzò le attenzioni del pubblico locale ma anche i Manic durarono per sole tre stagioni nella lega professionistica nordamericana. Dopo il fallimento della NASL e con la nascita della Canadian Soccer League nel 1987 sorse in città il Montréal Supra, discioltosi nel 1992 contestualmente al campionato canadese.

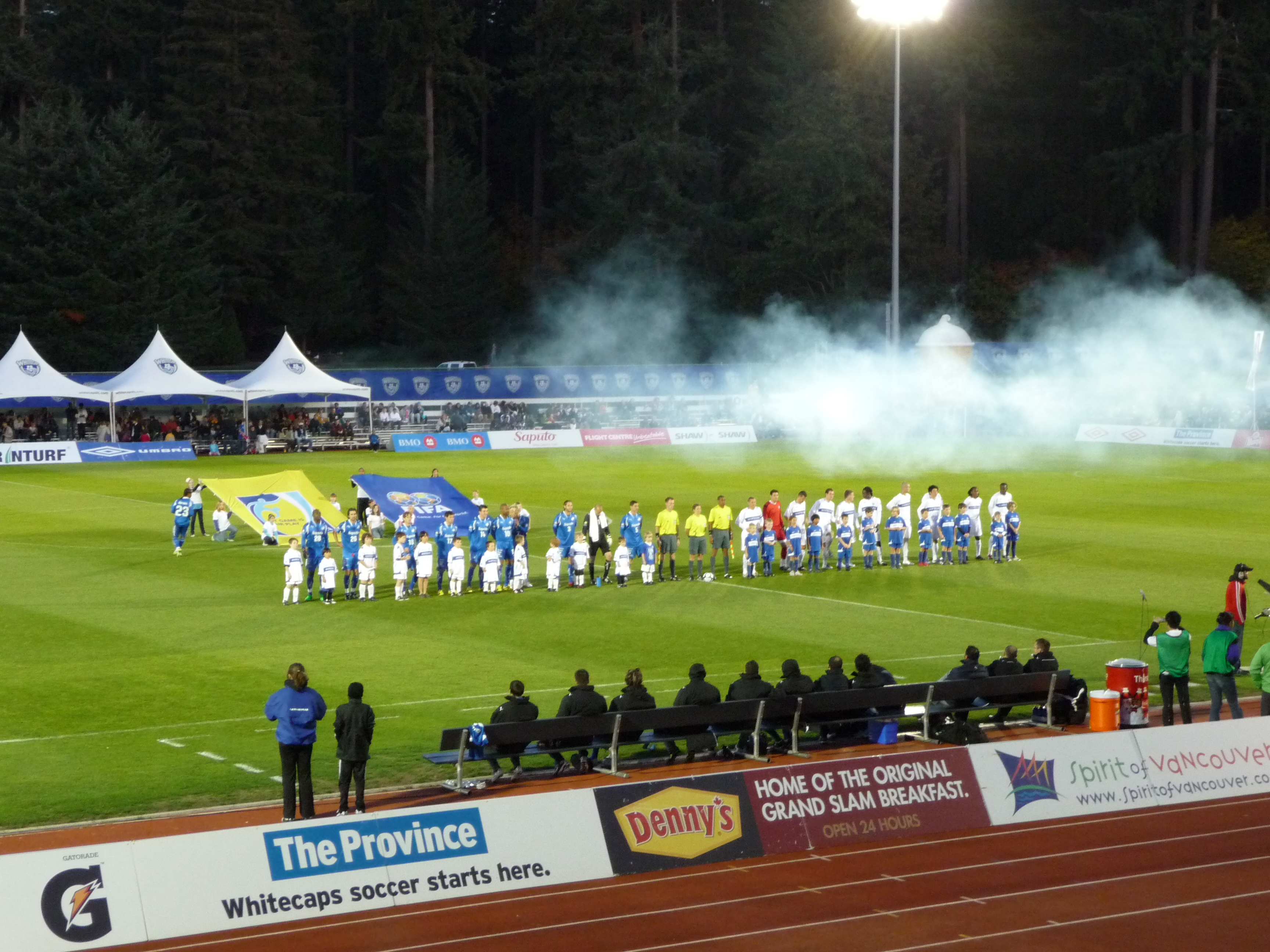
Impact e Whitecaps si affrontano nella finale di andata della USL First Division 2009

L'Impact de Montréal venne fondato nel dicembre del 1992 dalla facoltosa famiglia italo-canadese dei Saputo, per evitare che la città più popolosa del Québec e una della più importanti del Canada rimanesse senza calcio professionistico. La nuova franchigia venne subito ammessa alla APSL, la lega più importante che raccoglieva club statunitensi. L'Impact concluse la sua prima stagione con l'ultimo posto nella stagione regolare. Già nella stagione 1994 i canadesi riuscirono però a raggiungere i play-off e vincere il campionato, battendo in finale per 1-0, il 15 ottobre, i Colorado Foxes. Nell'anno seguente, il primo in cui l'APSL rinominò il proprio campionato A-League, la continua crescita del livello della squadra fu testimoniata dal primo posto al termine della stagione regolare, conclusasi però poi con un'eliminazione in semifinale dei play-off.
La nascita nel 1996 della MLS ridusse la A-League a un campionato di secondo livello. L'Impact de Montréal giunse primo al termine della stagione regolare per altre due stagioni di fila: sia nel 1996 che nel 1997 dopo il passaggio del campionato sotto l'egida della United States Interregional Soccer Leagues (USISL) e il suo allargamento. In entrambi i casi la squadra fu però eliminata nel corso dei play-off. Nel 1998 la famiglia Saputo cedette la proprietà del club, che passò prima a un gruppo di azionisti locali e successivamente al gruppo finanziario Ionian di Toronto. Nel 1999 la squadra non venne iscritta al campionato per dei contrasti fra i nuovi proprietari e la lega, il club disputò quindi soltanto il campionato indoor. L'Impact andò presto incontro a difficoltà finanziarie, nel 2001 la lega fu addirittura costretta a mettere la società sotto amministrazione controllata per evitarne il fallimento, fino al rientro, nello stesso anno, della famiglia Saputo alla guida della franchigia.
Nel 2002 l'Impact vinse la sua prima Voyageurs Cup, non una vera e propria competizione ma un trofeo che veniva assegnato alla migliore squadra canadese nei campionati nordamericani. Il club del Québec dovette aspettare solo altre due stagioni per vincere il suo secondo campionato: battendo in finale per 2-0 i Seattle Sounders il 18 settembre conquistarono l'edizione 2004 della A-League. Nelle due stagioni seguenti, nel ribattezzato campionato di USL First Division, l'Impact si qualificò al primo posto al termine della stagione regolare, ma in entrambe le occasioni la squadra interruppe il proprio cammino alle semifinali.
Il 2008 costituì una stagione di svolta per la squadra canadese per un duplice motivo: da un lato venne inaugurato lo Stade Saputo, il nuovo impianto di gioco costruito dai proprietari del club, dall'altro ottenne la vittoria nella prima edizione della nuova coppa nazionale, il Canadian Championship, diventando anche il primo club canadese a qualificarsi alla CONCACAF Champions League. Nella stagione seguente l'Impact conquistò il suo terzo titolo, battendo il Vancouver Whitecaps nella prima finale tutta canadese della USL First Division. Inoltre gli azzurro-bianco-neri ben figurarono anche in ambito continentale, arrivando fino ai quarti di finale della Champions League.

### L'approdo in MLS

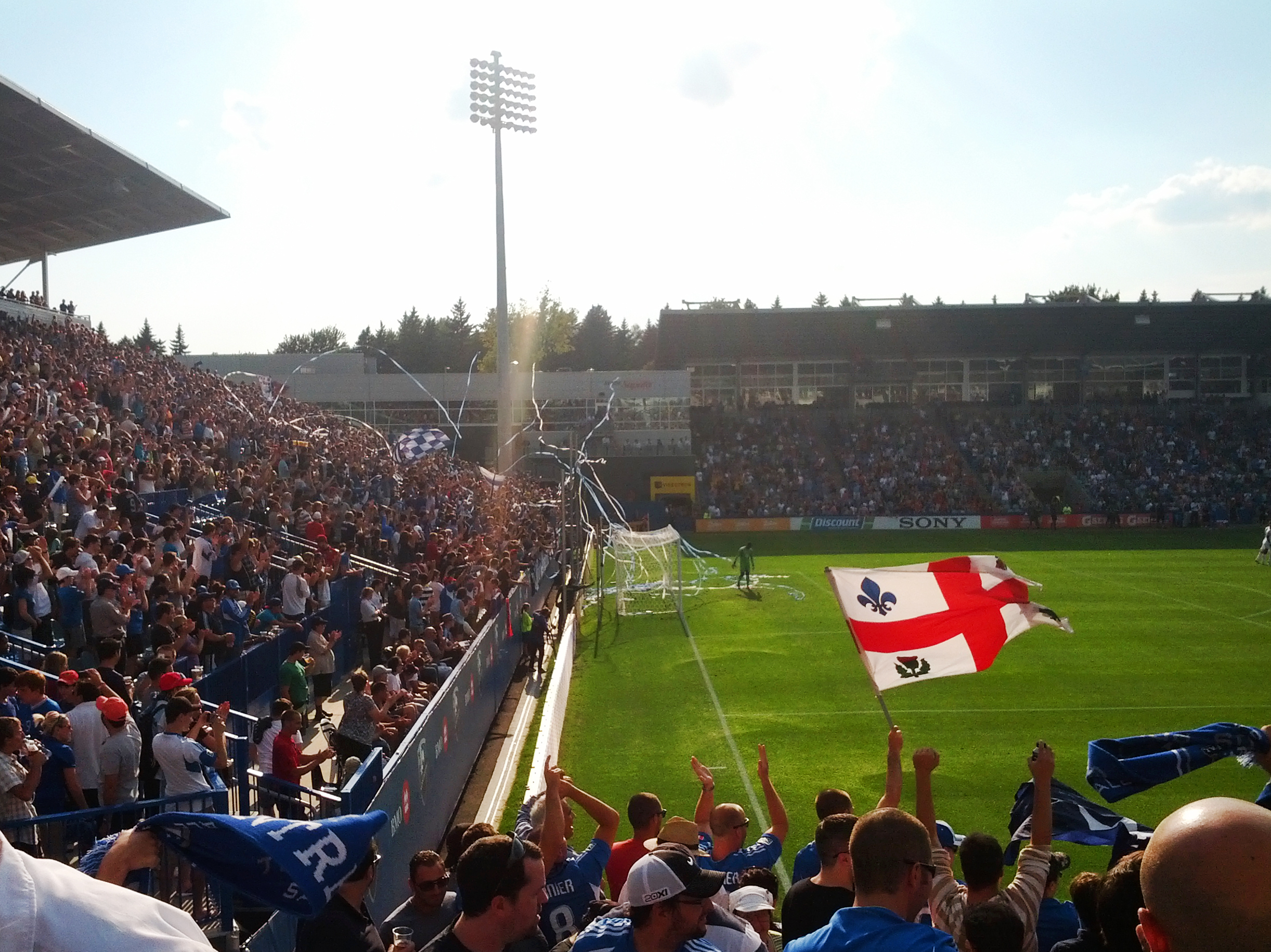
Una curva dello Stade Saputo festeggia un gol durante una partita

Le stagioni 2010 e 2011 furono interlocutorie per il club canadese: i Saputo si unirono al gruppo di proprietari di squadre che decisero di secedere dalla USL per creare un nuovo campionato di secondo livello: la NASL. L'Impact ad ogni modo disputò una sola stagione nel nuovo torneo, visto che, come era stato annunciato il 7 maggio 2010, a partire dalla stagione 2012 divenne il diciannovesimo club della Major League Soccer.
L'esordio nella nuova lega avvenne il 10 marzo 2012, perdendo in trasferta per 2-0 il derby canadese contro il Vancouver Whitecaps. A una settimana di distanza ci fu l'esordio casalingo, un pareggio 1-1 contro il Chicago Fire allo Stadio Olimpico di Montréal, utilizzato nel corso dei lavori di ampliamento dello Stade Saputo. Il primo campionato in MLS fu caratterizzato da molti alti e bassi che tennero la squadra fuori dai play-off al termine della stagione regolare. Dall'esordio nel massimo campionato statunitense la squadra si arricchì via via di diversi giocatori stranieri, fra i quali diversi italiani provenienti dalla Serie A come Bernardo Corradi, Marco Di Vaio, Matteo Ferrari e Alessandro Nesta. D'altronde, gli stessi proprietari del club sono di origine italiana.

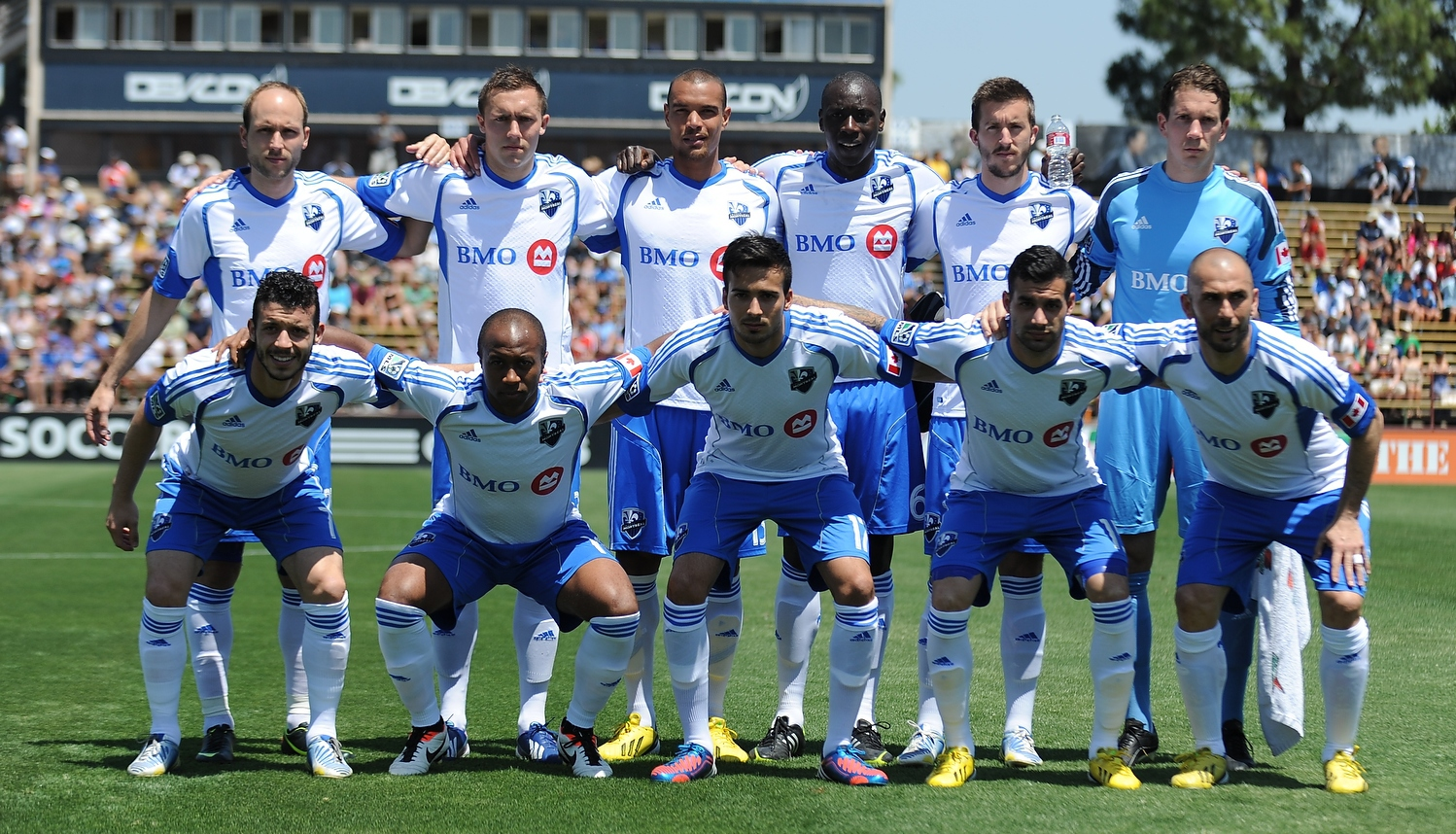
Foto di squadra dell'Impact nel 2013

Nella stagione 2013 il club riuscì a qualificarsi per la prima volta ai play-off per il titolo, anche se fu subito eliminato dallo Houston Dynamo. A questo risultato si aggiunse la vittoria del Canadian Championship, che permise all'Impact de Montréal di qualificarsi alla CONCACAF Champions League 2013-2014. L'esperienza nel massimo torneo continentale si interruppe già al primo turno, dove subì l'eliminazione solo per la differenza reti in un girone molto equilibrato, conclusosi con tutte le squadre a pari merito. Nella stagione successiva i pessimi risultati in campionato relegarono la squadra all'ultimo posto in campionato, ma gli azzurro-bianco-neri si rifecero nelle altre competizioni: vinsero per la seconda volta consecutiva il trofeo nazionale e nella successiva Champions League terminarono al primo posto del girone, conquistando la qualificazione ai quarti di finale.

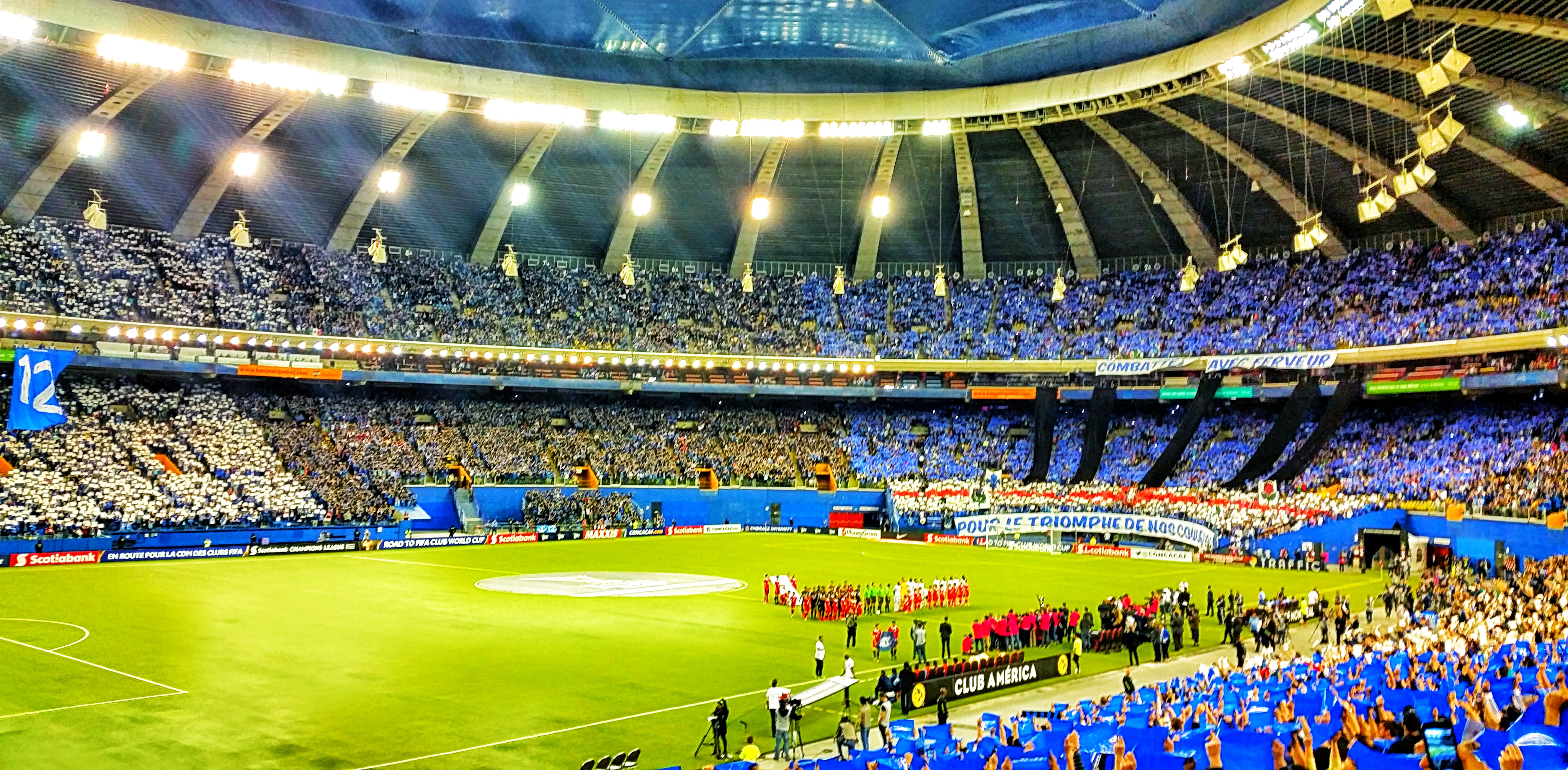
La coreografia dei tifosi dell'Impact in occasione della finale della Champions League 2014-2015

La prima parte della stagione 2015 vide quindi la squadra di Montréal affrontare la fase ad eliminazione diretta della massima competizione continentale. L'Impact riuscì a superare sia i quarti che le semifinali, diventando la prima squadra canadese, e la seconda della MLS, a raggiungere la finale del torneo dopo la sua riforma. I quebecchesi vennero però sconfitti dai messicani dell'América nella finale di ritorno, giocata in casa davanti a più di 60 000 propri sostenitori. Nonostante un inizio di campionato incerto, l'Impact si qualificò ai play-off per la seconda volta in quattro stagioni, realizzando il miglior piazzamento in classifica e il record di punti dall'ammissione alla MLS. Nei play-off eliminarono al primo turno i rivali di Toronto con un netto 3-0, divenendo così la prima squadra canadese a vincere un incontro di play-off e la prima a superare un turno. Ai quarti di finale la squadra del Québec fu eliminata soltanto ai supplementari dal Columbus Crew.
Nella stagione successiva, sotto la guida del coach locale Mauro Biello, la squadra riuscì a conquistare la qualificazione ai play-off nonostante risultati altalenanti durante la stagione regolare. Ai play-off però arrivò a sorpresa fino alla finale di conference, persa solo ai supplementari contro i rivali storici del Toronto FC. La gara di andata si giocò in uno Stadio Olimpico sold-out.
Il 2017 e il 2018 furono due annate negative, con l'Impact che mancò la qualificazione ai play-off. Anche nel 2019 la squadra del Québec non raggiunse la fase finale del campionato, ma vinse per la quarta volta il Canadian Championship, con una vittoria ai rigori sul campo dei rivali di Toronto. La stagione 2020, segnata da una lunga interruzione dovuta alla pandemia di Covid-19, vide il ritorno del club ai play-off, terminati con una immediata eliminazione al turno preliminare.

### Il cambio di nome in CF Montréal
Il 14 gennaio 2021 il club annunciò un cambio di nome e di identità visiva: la denominazione venne modificata in Club de Foot Montréal e fu presentato un nuovo logo. Il 27 maggio 2022 la società annunciò, tramite una conferenza stampa, un nuovo cambio di logo e il passaggio da "Club de Foot Montréal" a "CF Montréal" a seguito delle lunghe proteste della tifoseria per l'abbandono dell'identità francofona dello stemma.

## Cronistoria
Di seguito la cronistoria del CF Montréal.

## Colori e simboli

### Colori
I colori del club sono il blu, il nero e il grigio tonalità ghiaccio.
Quando la denominazione era Impact de Montréal erano utilizzati invece l'azzurro, il bianco ed il nero, i primi due sono anche i colori tradizionali della bandiera della provincia del Québec. Nelle stagioni 2010 e 2011 l'Impact ha adottato una terza maglia dai colori rosa e nero.

### Simboli ufficiali

#### Stemma
L'ultimo stemma del club ha una forma circolare e riprende diversi aspetti degli ultimi due stemmi societari: viene mantenuto il nome "CF Montréal" nella parte superiore con sfondo blu, mentre al centro torna lo scudo al cui interno viene riproposto il fleur-de-lis; nella parte inferiore tornano le strisce blu e nere, volte a rappresentare i primi anni del club, e viene inserito l'anno in cui il club cominciò la propria attività professionistica, il 1993.
Lo stemma utilizzato nel biennio 2021-2022 aveva la forma di un cerchio nero dal bordo azzurro: al suo interno è presente un fiocco di neve stilizzato, formato dall'alternarsi di lettere M, iniziale della città, e frecce che riprendono il logo della metropolitana locale. Il disegno è circondato dalla denominazione sociale intervallata da due fleur-de-lis, un simbolo tradizionale della monarchia francese che rappresenta l'identità francofona del Québec.
Lo stemma utilizzato dall'Impact de Montréal dal 2012 al 2020 aveva la forma di uno scudo argentato, il cui colore faceva riferimento alla colorazione dello stemma della città di Montréal, e al suo interno erano presenti diversi elementi: un fleur-de-lis, affiancato da quattro stelle che rappresentavano i quattro popoli che hanno contribuito alla fondazione di Montréal: francesi, inglesi, scozzesi e irlandesi. La parte inferiore dello scudo era occupata da strisce nere e azzurre, come la prima maglia del club alla sua fondazione nel 1993. Le due parti erano separate da una fascia contenente il nome del club. Infine in alto era presente il motto della società: Tous pour gagner, ovvero “Tutti [insieme] per vincere”. Nel 2016 l'emittente Foxsports aveva giudicato quello dell'Impact il più bello fra i ventidue loghi dei club della MLS.

Il primo logo dell'Impact, in uso fino al 1999
Stemma usato dal 2000 al 2011
Il logo adoperato tra il 2012 e il 2020
Stemma utilizzato dal 2021 al 2022

#### Inno
L'inno ufficiale è Un Hymne pour l'Impact de Montréal realizzato da una radio locale e lanciato dalla società nel 2015.

#### Mascotte
La mascotte ufficiale della società è Tac-Tik, un pupazzo a forma di cane con un cappello che richiama un pallone e una chioma arancione. Oltre che nei prepartita, è solita essere presente agli eventi sociali a cui partecipano i giocatori o la società.

## Strutture

### Stadio

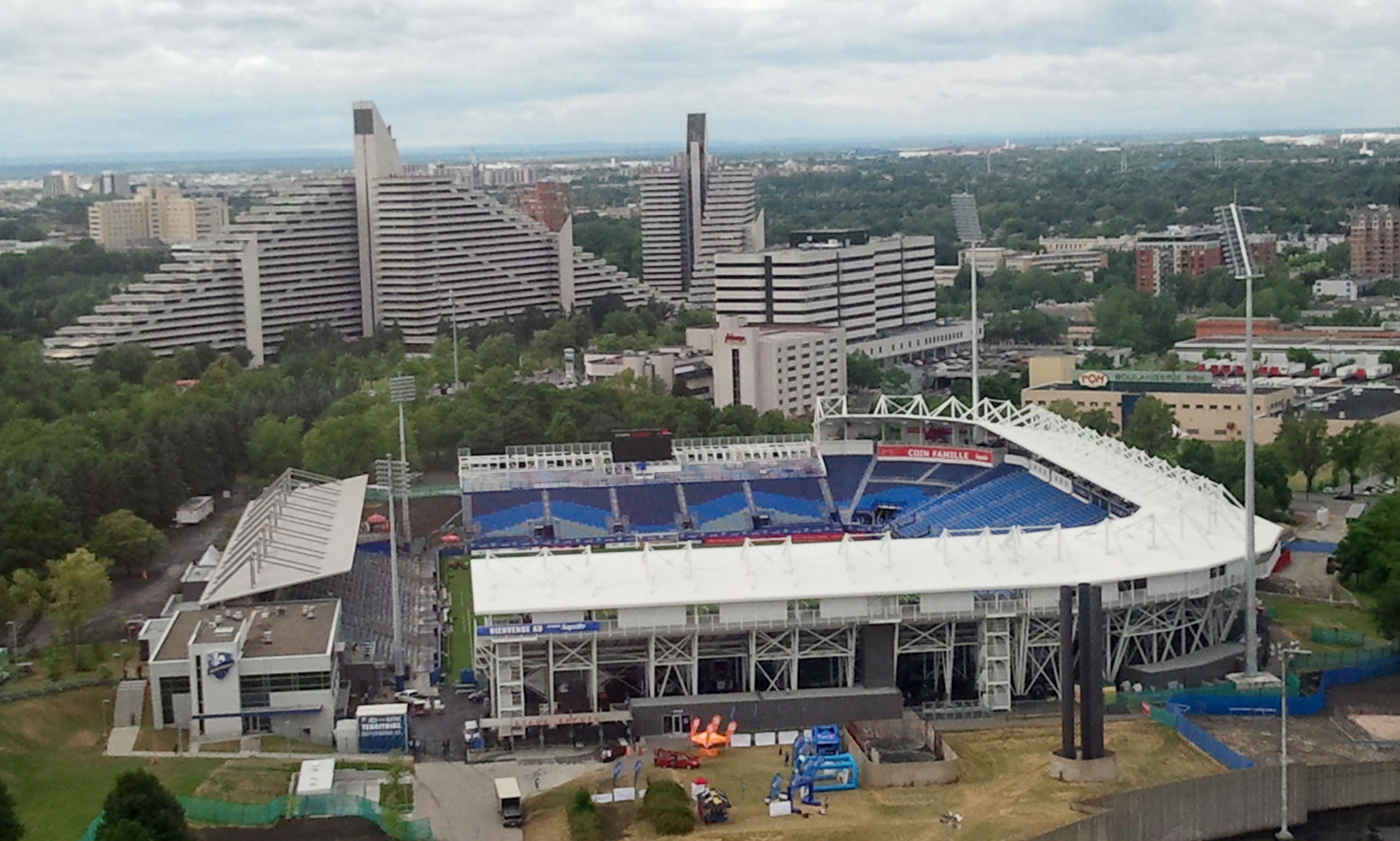
Lo Stade Saputo nel 2012, dopo l'ampliamento a séguito dell'approdo dell'Impact in MLS

Il CF Montréal gioca le partite in casa allo Stade Saputo, inaugurato nel maggio 2008 e situato all'interno del parco olimpico della città. Come suggerisce il nome, lo stadio è stato costruito principalmente a spese della famiglia Saputo, proprietaria della squadra. Alla sua costruzione l'impianto aveva una capienza di 13 034 spettatori. Con l'ammissione del club alla MLS si decise per l'ampliamento dello stadio; i lavori, finanziati in parte con fondi pubblici ed in parte dai Saputo, sono terminati nel 2012 e hanno portato ad un ampliamento a 20 801 posti, poi ridotti a 19 619 nel 2019. Alcune partite, quelle durante condizioni atmosferiche particolarmente difficili o quelle che richiedono una capienza maggiore, il Montréal le gioca allo Stadio Olimpico di Montréal, che nella sua configurazione per il calcio ospita fino a 61 000 persone. Il club ha giocato allo Stadio Olimpico anche durante la ristrutturazione dello Stade Saputo. Prima del 2008, la squadra giocava al campo di calcio annesso al Complexe sportif Claude-Robillard.

### Centro di allenamento

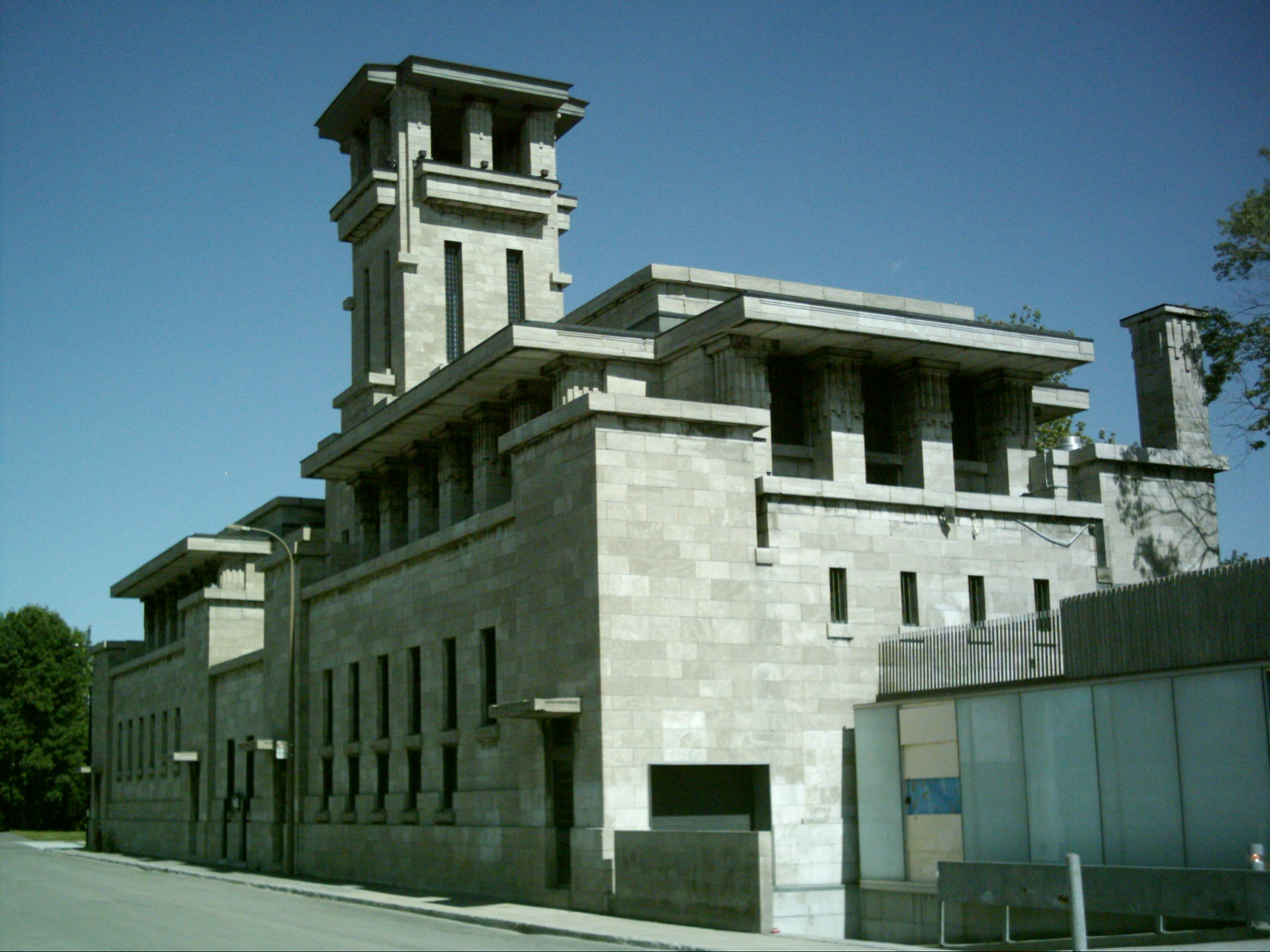
L'esterno dell'edificio della Caserne Létourneux nel 2008

Il CF Montréal ha un proprio centro d'allenamento, la Caserne Létourneux, dotato di due campi in erba naturale e due in erba sintetica, situato a poca distanza dallo stadio. La struttura prende il nome dalla vecchia destinazione dell'edificio, un'ex caserma dei vigili del fuoco. Mentre i campi sono a disposizione della prima squadra e del settore giovanile dalla metà della stagione 2015, l'edificio ha avuto bisogno di ulteriori lavori di ristrutturazione, parzialmente finanziati dalla città di Montréal, ed è stato inaugurato il 22 giugno del 2016.
Precedentemente la squadra svolgeva i propri allenamenti presso il Complexe sportif Marie-Victorin, situato nella parte nord della città. Tale centro è dotato di un campo di calcio coperto e cinque scoperti, due palestre, una piscina da 25 metri e diverse sale polivalenti. Il campo di calcio coperto è dotato anche di una tribuna da 970 posti.

## Società

### Organigramma societario
Di seguito l'organigramma del CF Montréal aggiornato al 23 novembre 2024.
- Joey Saputo - Proprietario e Presidente del consiglio
- Gabriel Gervais - Presidente e CEO
- Eric Nadeau - Vicepresidente e capo del dipartimento delle entrate
- Amélie Vaillancourt - Vicepresidente e capo della direzione delle risorse umane
- Samia Chebeir - Vicepresidente e capo della comunicazione

### Sponsor
Di seguito la cronologia degli sponsor tecnici del CF Montréal.
- 1993-1996 Umbro
- 1997-1998 Lotto
- 2000-2007 Legea
- 2008-2009 Puma
- 2010-2011 Legea
- 2012- Adidas

### Impegno nel sociale
Il 26 agosto 2013 è nata la "Montreal Impact foundation", un'organizzazione sociale legata al club canadese, avente per scopo di promuovere l'attività sportiva dilettantistica, le attività motorie in generale, e di aiutare bambini e famiglie in difficoltà attraverso delle raccolte fondi.
Attraverso il programma "All the way with Impact" il club ha creato una partnership con diverse scuole, che prevede la visita dei giocatori negli istituti e la possibilità di ottenere biglietti a prezzi agevolati per gli studenti che abbiano raggiunto particolari meriti sportivi e scolastici.

### Settore giovanile
Nel 2010 l'Impact de Montréal ha fondato la propria Académie, ovvero il corrispettivo di un settore giovanile. Al suo interno vi sono varie squadre in base alle fasce d'età. Tutte le squadre giovanili si allenano nelle stesse strutture della prima squadra, lo Stade Saputo e la Caserne Létourneux.
L'esigenza di far giocare con regolarità i giovani calciatori, in modo da garantire loro un processo di crescita, aveva già portato la dirigenza dell'Impact de Montréal a costituire una squadra riserve. Infatti negli anni che vanno dal 2006 al 2009 la squadra della vicina città di Trois-Rivières, l'Attak, aveva svolto questa funzione, disputando la Canadian Soccer League, un campionato semiprofessionistico canadese di terza serie. Nel 2010 la selezione Under-21 dell'Académie sostituì l'Attak nella CSL disputandovi tre stagioni. Nel 2013 l'Under-21 non prese parte ad alcun torneo, mentre nel 2014 venne trasformata in Under-23 ed iscritta alla USL Premier Development League. Dalla fusione dell'Under-23 con la squadra riserve, iscritta al campionato riserve della MLS dal 2012 al 2014, nel 2015 venne creato l'FC Montréal, una seconda squadra affiliata che ha disputato due stagioni nella USL, il terzo campionato professionistico nordamericano. Successivamente l'Impact ha sostituito la sua seconda squadra con un accordo di affiliazione con l'Ottawa Fury, società che militava anch'essa nella USL e alla quale inviava i migliori prodotti del settore giovanile per farli misurare con un torneo professionistico. L'accordo è durato dal 2017 al 2019, anno di scioglimento del club.
L'Under-15, l'Under-17 e l'Under-19 hanno giocato nei rispettivi campionati di categoria organizzati dall'USSDA, l'United States Soccer Development Academy, fino al 2019, ultimo anno di attività dei tornei.
Il 20 gennaio 2022 la società annuncia che la squadra riserve del club, a partire dalla stagione 2022, avrebbe preso parte alla Première Ligue de Soccer du Québec.

### Squadra indoor
Dal 1997 al 2000 l'Impact schierò anche una squadra di indoor soccer. I canadesi parteciparono a tre edizioni della NPSL II, i cui campionati si svolgevano durante la stagione invernale, nella pausa fra una stagione outdoor e l'altra. Il campo casalingo per le prime due stagioni fu il Centre Molson, solitamente casa della squadra di hockey su ghiaccio dei Canadiens, mentre nella terza stagione il palazzetto del Complexe sportif Claude-Robillard. Visti gli scarsi successi in campo e ai botteghini, al termine della stagione 1999-2000 i diritti di franchigia vennero venduti ai Toronto Thunderhawks.

## Allenatori e presidenti
Ad eccezione degli anni fra il 1998 e il 2001, la proprietà della squadra è sempre stata in mano alla famiglia Saputo, una facoltosa famiglia di imprenditori del settore caseario di origine siciliana, proveniente dal paese di Montelepre in provincia di Palermo. La carica di presidente è stata occupata dallo stesso Joey Saputo fino al gennaio 2019, quando è stato nominato come presidente Kevin Gilmore. Il 28 marzo 2022 Gabriel Gervais viene nominato presidente e CEO del club.
- 1992-1998  Joey Saputo
- 2000  Strato Gavriil[10]
- 2001-2018  Joey Saputo
- 2019-2021  Kevin Gilmore
- 2022-  Gabriel Gervais

Di seguito l'elenco cronologico degli allenatori del CF Montréal.
- 1993  Eddie Firmani
- 1994-1997  Valerio Gazzola
- 1998  Paul Kitson
- 2000  Zoran Jankovic (gen.-giu.)
 Valerio Gazzola (giu.-dic.)
- 2001  Valerio Gazzola (gen.-lug.)
 Nick De Santis (lug.-dic.)
- 2002-2003  Bob Lilley
- 2004-2007  Nick De Santis
- 2008  Nick De Santis (gen.-giu.)
 Giannīs Līmniatīs (giu.-dic.)
- 2009  Giannīs Līmniatīs (gen.-mag.)
 Marc Dos Santos (mag.-dic.)
- 2010  Marc Dos Santos
- 2011  Marc Dos Santos (gen.-giu.)
 Nick De Santis (giu.-dic.)
- 2012  Jesse Marsch
- 2013  Marco Schällibaum
- 2014  Fōtios Klopas
- 2015  Fōtios Klopas (gen.-ago.)
 Mauro Biello (ago.-dic.)
- 2016-2017  Mauro Biello
- 2018  Rémi Garde
- 2019  Rémi Garde (gen.-ago.)
 Wilmer Cabrera (ago.-ott.)
- 2020  Thierry Henry
- 2021-2022  Wilfried Nancy
- 2023  Hernán Losada
- 2024-2025  Laurent Courtois
 Marco Donadel (mar.-)

## Calciatori

### Mur de la Renommée

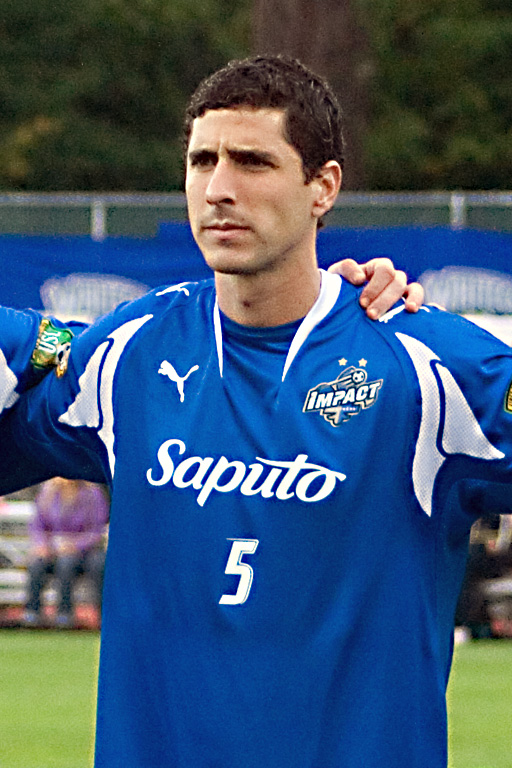
Nevio Pizzolitto

In occasione del 25º anniversario della fondazione del club, il 15 marzo 2018 è stato istituito il Mur de la Renommée, la Hall of Fame ufficiale del club. Gli atleti sono selezionati secondo questi criteri: avere disputato un minimo di 100 partite con il club; non fare parte del club da almeno 5 anni; aver giocato la prima partita almeno 15 anni prima. A partire dalla sua fondazione, vengono introdotti uno o due giocatori per anno. Di seguito gli eletti.
- Nevio Pizzolitto (1995-1997, 1998, 2000-2011)
- Gabriel Gervais (2002-2008)
- Gregory Sutton (2001-2006, 2011-2012)
- Mauro Biello (1993-1998 e 2000-2009)[74]
- Patrice Bernier (2000-2002 e 2012-2017)[75]
- Ignacio Piatti (2014-2019)[76]

### Maglie ritirate
Di seguito l'elenco delle maglie ritirate del CF Montréal.
- 12 - Maglia ritirata in omaggio alla tifoseria, considerata il dodicesimo uomo in campo.[77]
- 20 -  Mauro Biello (1993-1998 e 2000-2009)[78]

### Capitani
In totale sono otto i capitani che hanno guidato il CF Montréal. Mauro Biello ha guidato la squadra per più stagioni (otto tra il 2002 ed il 2009), diventando anche il capitano più vincente della storia dei quebbecchesi con due campionati, sei Voyageurs Cup ed un Canadian Championship. Durante le stagioni 2018, 2019, 2021 e 2022 la fascia di capitano è stata affidata a più calciatori senza che venisse formalmente designato un capitano ufficiale.
- Marco Rizi (1993)
- Patrice Ferri (1993-1994)
- Nick De Santis (1995-2001)
- Mauro Biello (2002-2009)
- Nevio Pizzolitto (2010-2011)
- Davy Arnaud (2012-2013)
- Patrice Bernier (2014-2017)
- Jukka Raitala (2020)
- Samuel Piette (2023-)[84]

### Contributo alle Nazionali

#### Nazionale canadese

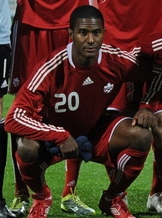
Patrice Bernier

Sin dalla sua fondazione, il club ha visto diversi giocatori vestire la maglia del Canada e prendere parte alle diverse rassegne continentali.
Negli anni novanta, un corposo numero di giocatori venne convocato in varie edizioni della Gold Cup: nel 1993 presero parte alla spedizione Nick Dasovic e Giannīs Līmniatīs, nel 1996 ben sei giocatori, ovvero Kevin Holness, Lyndon Hooper, Tom Kouzmanis, Giannīs Līmniatīs alla sua seconda partecipazione, Pat Onstad e Niall Thompson.

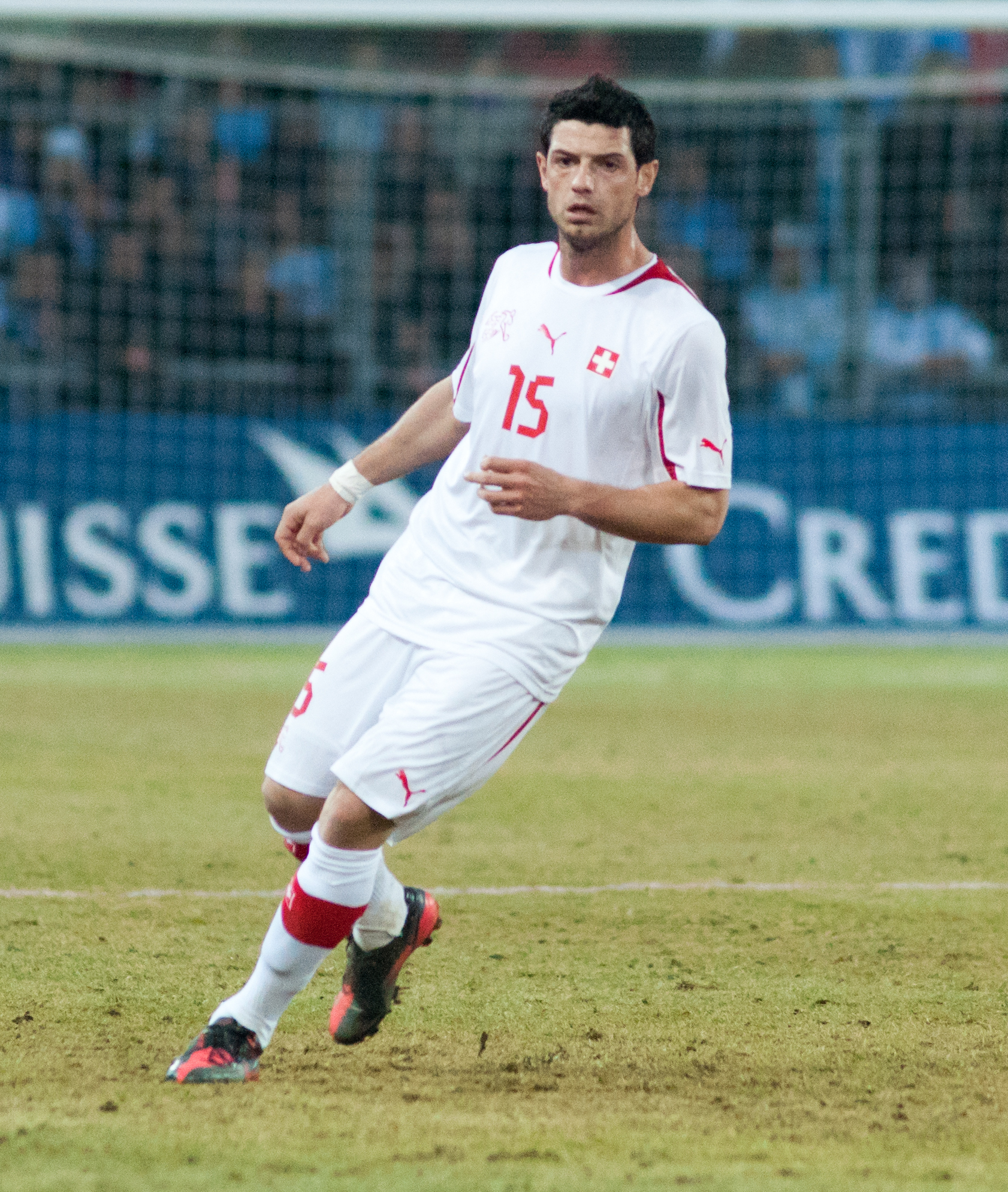
Blerim Dzemaili

Nella Gold Cup 2003 l'allora difensore quebecchese Nevio Pizzolitto e Martin Nash presero parte alla breve spedizione continentale. Due anni più tardi, si affermano come titolari diversi giocatori, tra i quali Ali Gerba, marcatore di una rete contro Cuba nell'unica vittoria nella competizione del Canada, Adam Braz, Gabriel Gervais, Patrick Leduc, Greg Sutton e Sandro Grande.
La selezione canadese arrivata terza nel 2007 ha avuto tra le sue file due calciatori del Montréal Impact: Gabriel Gervais ed António Ribeiro.
Nel suo ultimo anno prima del ritiro, Patrice Bernier ha preso parte all'edizione 2017, giocando due match con la fascia da capitano al braccio. Nel biennio 2021-2022 diversi giocatori in forza al club hanno giocato almeno una partita delle qualificazioni al campionato del mondo, terminate con il primo posto della nazionale e la conseguente qualificazione al torneo; tra i protagonisti, poi convocati per la rassegna mondiale, ci sono Samuel Piette, James Pantemis, Kamal Miller, Alistair Johnston, Ismaël Koné e Joel Waterman.

#### Altre nazionali
Negli ultimi anni diversi calciatori hanno vestito contemporaneamente la maglia del club e della propria nazionale, tra i più rappresentativi: Donovan Ricketts con la Giamaica, Saphir Taïder con l'Algeria, Blerim Džemaili con la Svizzera, i finlandesi Jukka Raitala e Lassi Lappalainen con la rispettiva nazionale, Romell Quioto con l'Honduras, Victor Wanyama con il Kenya e Mustafa Kizza con l'Uganda. Alcuni calciatori hanno raggiunto importanti traguardi con la propria selezione, tra questi figurano Laurent Ciman, arrivato fino ai quarti di finale con il Belgio a Francia 2016, Shaun Francis arrivato fino alla finale con la Giamaica nella Gold Cup 2017
e Ambroise Oyongo vincitore con il Camerun della Coppa d'Africa 2017, unico calciatore ad aver conquistato un titolo internazionale mentre era dei "blu bianco neri".

## Palmarès

### Competizioni nazionali

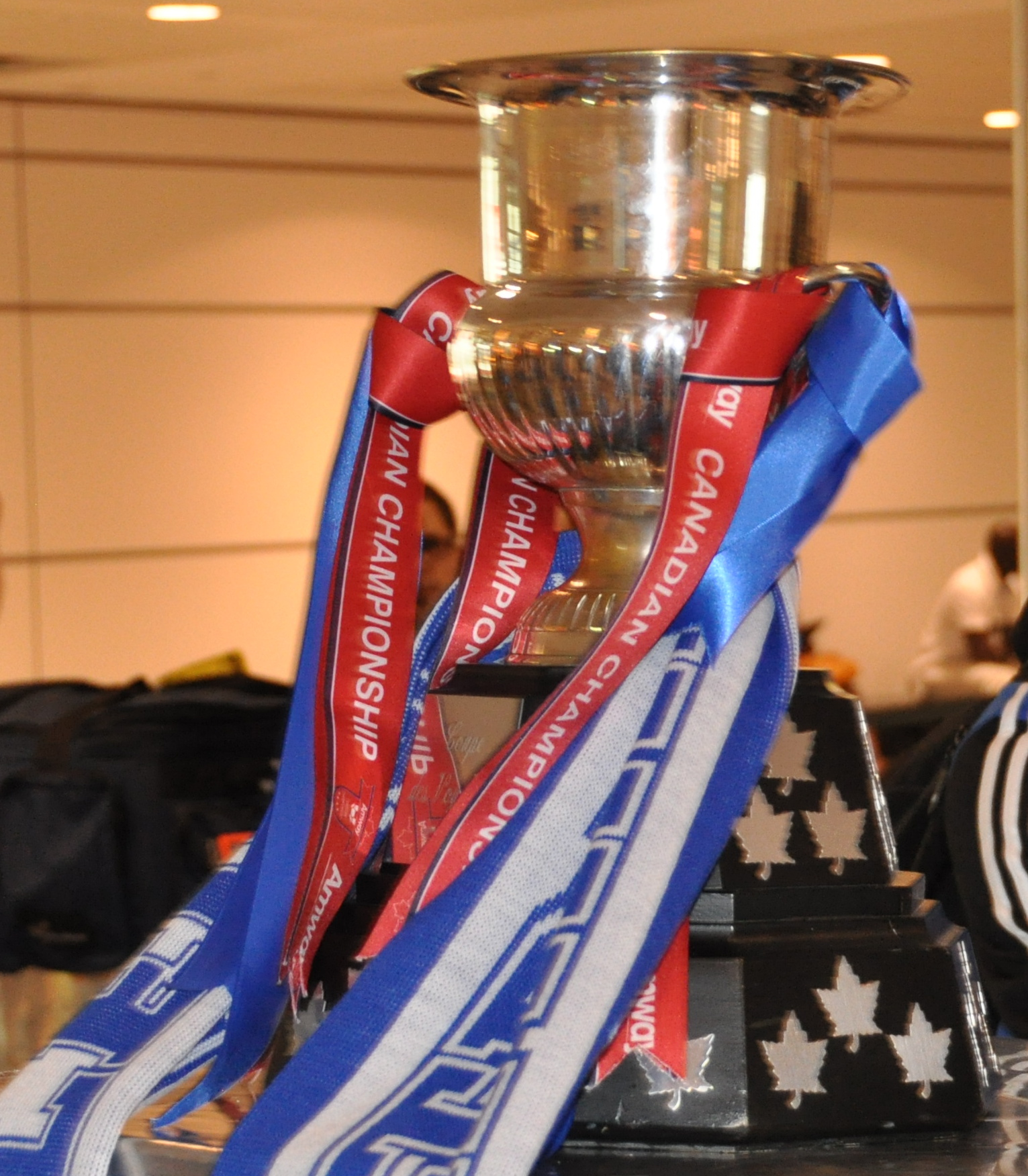
La Voyageurs Cup vinta con il Canadian Championship 2013

- American Professional Soccer League: 1

1994
- A-League/USL First Division: 2

2004 (A-League), 2009 (USL First Division)
- Voyageurs Cup: 6

2002, 2003, 2004, 2005, 2006, 2007
- Canadian Championship: 5

2008, 2013, 2014, 2019, 2021

### Altri piazzamenti
- A-League/USL First Division

Primo al termine della stagione regolare: 1995; 1996; 1997 (A-League), 2005, 2006 (USL First Division)
- CONCACAF Champions League:

Finalista: 2014-2015

## Statistiche e record

### Partecipazione ai campionati
Di seguito la partecipazione del CF Montréal ai campionati.
| Livello | Categoria          | Partecipazioni | Debutto | Ultima stagione | Totale |
| ------- | ------------------ | -------------- | ------- | --------------- | ------ |
| 1º      | MLS                | 14             | 2012    | 2025            | 14     |
| 2º      | APSL               | 2              | 1993    | 1994            | 18     |
| 2º      | A-League           | 9              | 1995    | 2004            | 18     |
| 2º      | USL First Division | 5              | 2005    | 2009            | 18     |
| 2º      | D2 Pro League      | 1              | 2010    | 2010            | 18     |
| 2º      | NASL               | 1              | 2011    | 2011            | 18     |

Nella stagione 1999 la società è rimasta inattiva. Negli Stati Uniti non esiste un sistema di promozioni e retrocessioni fra le leghe, quindi la distinzione in livelli delle leghe va intesa in base all'importanza commerciale del campionato e alla ratifica da parte della federazione.

### Partecipazione alle coppe
Di seguito la partecipazione del CF Montréal alle coppe.
| Competizione              | Partecipazioni | Debutto   | Ultima stagione | Totale |
| ------------------------- | -------------- | --------- | --------------- | ------ |
| Canadian Championship     | 17             | 2008      | 2025            | 17     |
| CONCACAF Champions League | 5              | 2008-2009 | 2022            | 5      |
| Leagues Cup               | 3              | 2023      | 2025            | 3      |

### Statistiche di squadra

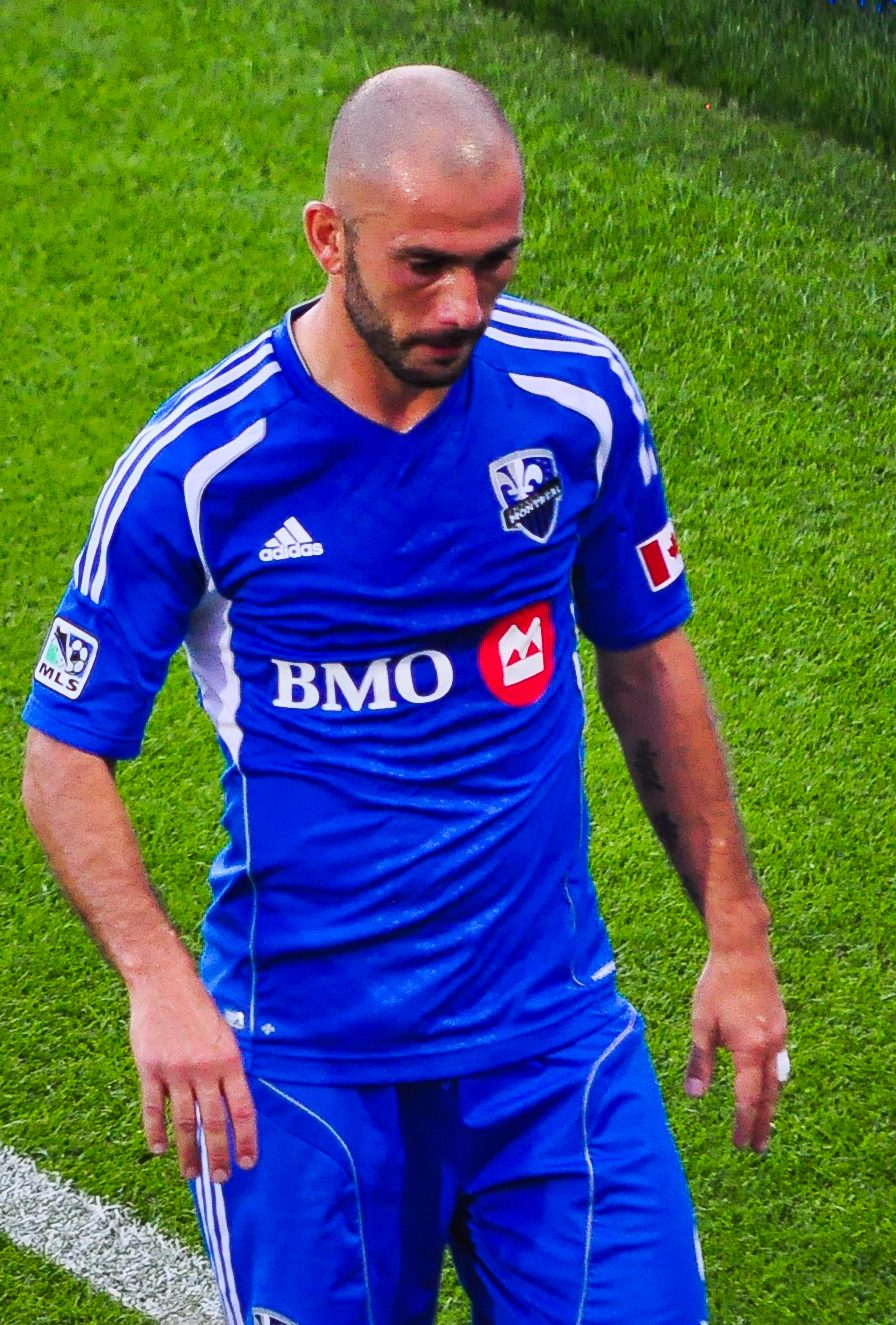
Marco Di Vaio

Includendo la stagione 2024, il club ha partecipato a 31 campionati nazionali di cui tredici in MLS, 14 in USL-1, due in APSL, una in D2 Pro League ed una in NASL. La squadra di Montréal ha partecipato a sedici edizioni del Canadian Championship, a partire dalla prima edizione del 2008, vincendolo in cinque occasioni e disputando otto finali.
Per quanto riguarda le competizioni continentali, ha disputato in cinque occasioni la CONCACAF Champions League, diventando nel 2015 il primo club canadese a raggiungere la finale. Dall'ingresso in MLS, il miglior piazzamento è stato un settimo posto mentre il peggiore un diciannovesimo posto. Per cinque volte ha centrato la qualificazione ai play-off arrivando fino alle semifinali nell'edizione 2016.
La vittoria casalinga con il maggior numero di reti di scarto avviene nel 1997 (Impact Montréal-Worcester 6-0) e nel 2013 (Impact Montréal-Toronto FC 6-0), mentre quella in trasferta nel 1998 (Toronto Lynx-Impact Montréal 0-6); la peggiore sconfitta interna arriva nel 2009 (Impact Montréal-Toronto FC 1-6), quella in trasferta nel 2019 (Sporting K.C.-Impact Montréal 7-1).
Il record di affluenza allo stadio di 61.004 spettatori è stato eguagliato in due occasioni: il 29 aprile 2015 per la finale di ritorno di CONCACAF Champions League contro il Club América, ed il 22 novembre 2016 per la semifinale di andata dei play-off contro il TFC.

### Statistiche individuali

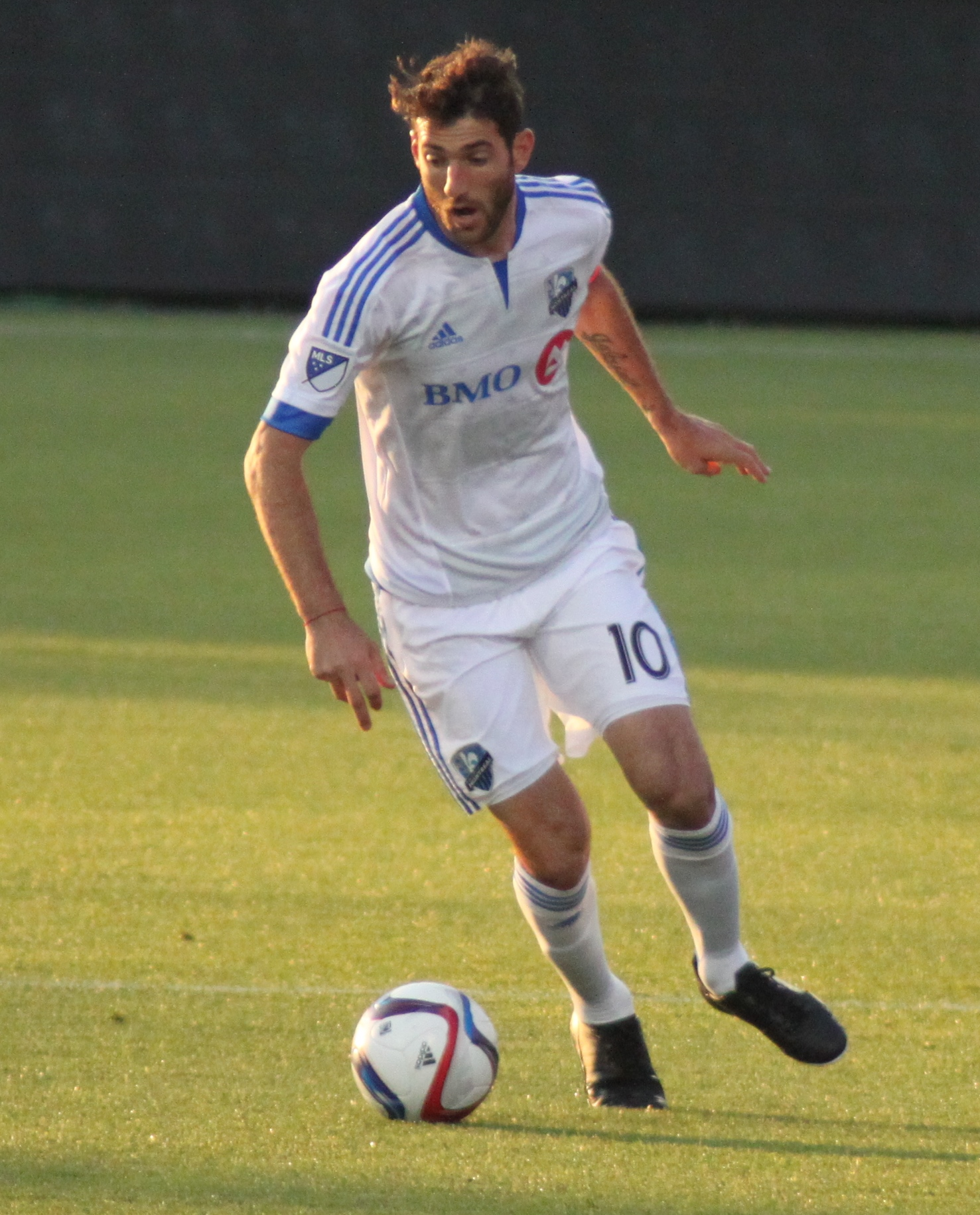
Ignacio Piatti

Il giocatore che detiene il maggior numero di presenze con la maglia del club è Mauro Biello con 389 apparizioni. Ignacio Piatti è il miglior marcatore della storia dei quebecchesi (79 reti). L'italiano Marco Di Vaio è invece il miglior marcatore stagionale dei canadesi con 22 reti segnate nella stagione 2013.
Di seguito i record di presenze e reti dei giocatori del CF Montréal al 29 luglio 2025.
| Record di presenze - 389 Mauro Biello (1993-1998, 2000-2009) - 347 Nevio Pizzolitto (1994-1998, 2000-2011) - 251 Patrick Leduc (2000-2010) - 245 Patrice Bernier (2000-2002, 2012-2017) - 234 Samuel Piette (2017-) - 234 Nick De Santis (1993-1998, 2000-2003) - 229 Evan Bush (2011-2020) - 191 Lloyd Barker (1993-1998, 2001-2004) - 186 Hassoun Camara (2011-2017) - 186 Patrick Diotte (1993-1998, 2000-2001) | Record di reti - 79 Ignacio Piatti (2014-2019) - 77 Mauro Biello (1993-1998, 2000-2009) - 58 Eduardo Sebrango (2002-2005, 2008-2012) - 40 Marco Di Vaio (2012-2014) - 39 Lloyd Barker (1993-1998, 2001-2004) - 38 Romell Quioto (2020-2023) - 26 Ali Gerba (2000-2005, 2010-2011) - 23 Patrice Bernier (2000-2002, 2012-2017) - 23 Didier Drogba (2015-2016) - 23 Saphir Taïder (2018-2020) |

## Tifoseria

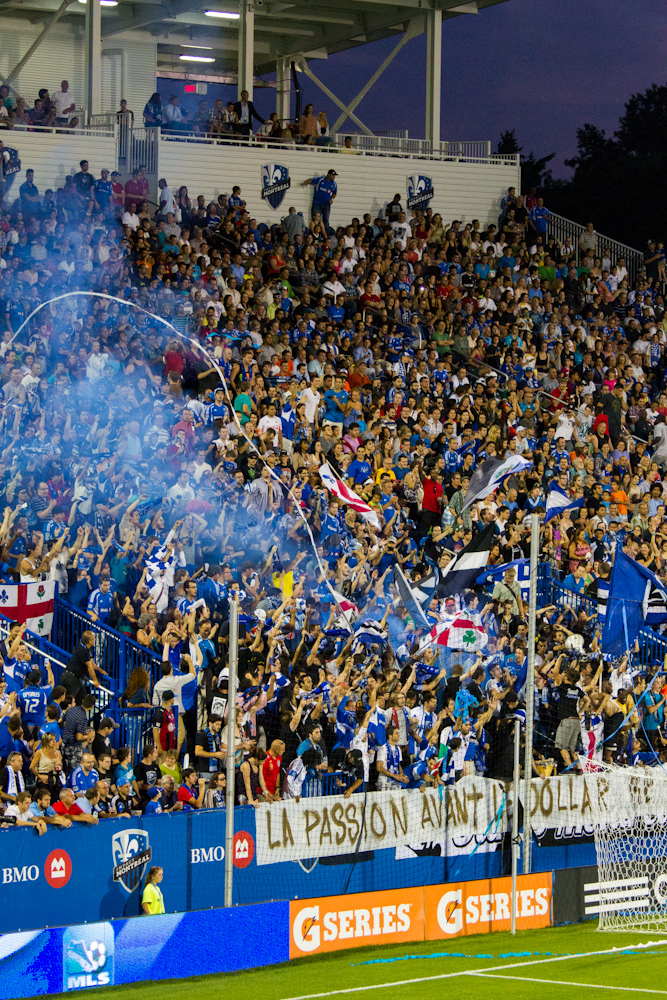
Gli UM02 durante una partita del 2012

### Storia
Coerentemente con l'identità francofona del Québec, i gruppi di tifoseria organizzata cantano tutti i propri cori in francese. I gruppi sono tre e sono riuniti nell'"Association des Supporters de l'Impact de Montréal", un'associazione creata nel 2012 che ha lo scopo di facilitare la comunicazione fra la tifoseria e il club. Il gruppo più antico è l'UM02, sigla di Ultras Montréal 2002, ovvero l'anno di nascita del gruppo stesso, il gruppo si colloca nella tribuna sud nella sezione 132 dello Stade Saputo. Sempre nella tribuna sud, ma nella sezione 127 da cui prende il nome, si colloca il 127 Montréal. La tribuna nord ospita invece nella sezione 114 il gruppo più recente, il 1642MTL, il cui nome deriva dall'anno di fondazione della città. A quest'ultimo gruppo si deve l'introduzione allo stadio dell'Étoile du Nord, una grande campana di oltre 700 kg che viene fatta risuonare a ogni gol della squadra di casa. Il rituale trova origine in uno dei soprannomi della città del Québec, chiamata anche "la città dei cento campanili".

### Gemellaggi e rivalità
La principale rivalità del CF Montréal è quella del derby contro il Toronto FC, la competizione in questo caso non è solo sportiva ma riguarda più generalmente le due più grandi città del paese, l'una espressione della parte anglofona del Canada, l'altra della parte francofona.
La rivalità con il Rochester Rhinos, sviluppatasi nel primo decennio degli anni 2000 in cui entrambe le squadre militavano nella USL First Division, era molto sentita sia in campo, per la frequente contesa del titolo, sia sugli spalti, vista l'animosità tra le due tifoserie. La rivalità si riaccese tra il 2015 e il 2016 con l'ingresso del FC Montréal nella USL.
La rivalità con il Vancouver Whitecaps è nata nel secondo quinquennio degli anni 2000, quando le due squadre canadesi si sono scontrate più volte nella fase finale del campionato, antagonismo riaccesosi nel 2012, quando gli Impact sono entrati a far parte della MLS. Questa animata rivalità è causata anche dal consistente numero di giocatori che hanno vestito entrambe le maglie nel corso degli anni.

## Organico

### Rosa 2025
Di seguito la rosa del Club de Foot Montréal aggiornata al 7 febbraio 2025.
| N. |                        | Ruolo | Calciatore       |
| -- | ---------------------- | ----- | ---------------- |
| 1  | Canada (bandiera)      | P     | Sebastian Breza  |
| 2  | Stati Uniti (bandiera) | D     | Jalen Neal       |
| 3  | Inghilterra (bandiera) | D     | Tom Pearce       |
| 4  | Colombia (bandiera)    | D     | Fernando Álvarez |
| 5  | Stati Uniti (bandiera) | D     | Brandan Craig    |
| 6  | Canada (bandiera)      | C     | Samuel Piette    |
| 7  | Ghana (bandiera)       | A     | Kwadwo Opoku     |
| 9  | Germania (bandiera)    | A     | Prince Owusu     |
| 10 | Stati Uniti (bandiera) | C     | Bryce Duke       |
| 14 | Nigeria (bandiera)     | A     | Sunusi Ibrahim   |
| 13 | Canada (bandiera)      | D     | Luca Petrasso    |
| 15 | Stati Uniti (bandiera) | D     | Ousman Jabang    |
| 16 | Canada (bandiera)      | D     | Joel Waterman    |
| 17 | Albania (bandiera)     | A     | Giacomo Vrioni   |

| N. |                        | Ruolo | Calciatore             |
| -- | ---------------------- | ----- | ---------------------- |
| 18 | Ucraina (bandiera)     | C     | Hennadiy Synchuk       |
| 21 | Germania (bandiera)    | C     | Fabian Herbers         |
| 22 | Canada (bandiera)      | C     | Victor Loturi          |
| 23 | Stati Uniti (bandiera) | C     | Caden Clark            |
| 24 | Stati Uniti (bandiera) | D     | George Campbell        |
| 25 | Stati Uniti (bandiera) | D     | Dante Sealy            |
| 27 | Polonia (bandiera)     | D     | Dawid Bugaj            |
| 28 | Belgio (bandiera)      | A     | Jules-Anthony Vilsaint |
| 29 | Stati Uniti (bandiera) | C     | Olger Escobar          |
| 33 | Canada (bandiera)      | P     | Emil Gazdov            |
| 35 | Canada (bandiera)      | A     | Owen Graham-Roache     |
| 39 | Haiti (bandiera)       | D     | Aleksandr Guboglo      |
| 40 | Canada (bandiera)      | P     | Jonathan Sirois        |

### Staff tecnico
Di seguito lo staff tecnico del CF Montréal aggiornato al 30 dicembre 2024.
- Corey Wray - Direttore sportivo
- Marco Donadel - Allenatore (ad interim)
- David Sauvry - Allenatore in seconda
- Eduardo Sebrango - Allenatore in seconda
- Kobié Johnson - Allenatore in seconda
- Ludovic Taillandier - Allenatore in seconda
- Vincenzo Benvenuto - Allenatore dei portieri
- Stefano Pasquali - Preparatore atletico
- Louan Schlicht - Analista video